# Martha Barajas García
Martha Barajas García (San Luis Potosí, San Luis Potosí, 14 de marzo de 1964) es una política y sindicalista mexicana, miembro del partido Movimiento Regeneración Nacional (Morena) y con anterioridad del Partido Nueva Alianza (PANAL). Ha sido diputada federal de 2021 a 2024.

## Biografía
Es profesora en Educación Primaria por la Benemérita y Centenaria Escuela Normal del Estado de San Luis Potosí, licenciada en Educación de Personas con Problemas de Aprendizaje por la Escuela Normal Regional de Especialización y tiene una maestría en Educación. En 1994 fue docente de Educación Especial.
De 1985 a 1986 fue directora comisionada en la Unidad Núm. XII de grupos Integrados de Ciudad del Maíz, y en 1986 comisionada en la Dirección -Grupos Integrados de Nueva Creación- en Mexquitic de Carmona. Miembro del Sindicato Nacional de Trabajadores de la Educación (SNTE), de 1989 a 1991 fue secretaria de acción femenil de la delegación D-I-127, en 1991 docente especialista dentro del Proyecto: -Centro de Orientación para la Integración Educativa- C.O.P.I.E., San Luis Potosí, y de 1994 a 1996 coordinadora en el Colegio de Contadores Públicos.
En 1996 fue representante de centro de trabajo de la delegación-I-127 del SNTE, de 2001 a 2003 secretaria general de la Delegación D-I-127 del municipio de San Luis Potosí, en 2003 fue directora de Escuela de Educación Especial D-III-0135/2003 y en 2005 integrante de la comisión de Análisis y Seguimiento del Proyecto de Innovación que presenta la Secretaría de Educación del gobierno de San Luis Potosí.
En el SNTE ocupó los siguientes cargos: en 2004 delegada efectiva a la asamblea estatal de la Federación Democrática de Sindicatos de Servidores Públicos (FEDESSP), de 2004 a 2008 presidenta de la Comisión de Educación Especial en la Sección 26, en 2005 presidenta de la Junta Ejecutiva Estatal del Partido Nueva Alianza (PANAL), en 2005 integrante del Colegiado Estatal de Negociación 2005 de la Sección 26 e integrante de la Comisión de Edecanes y Gafetes en el IX Pleno Extraordinarío de la Sección 26. De 2005 a 2008 fue consejera nacional del PANAL y en 2007 secretaria técnica del PANAL en San Luis Potosí, en 2008 fue supervisora de la Zona Escolar 09 Educación Especial y en las elecciones de 2009 fue candidata del PANAL a diputada federal sin obtener el triunfo.
En 2018, fue elegida diputada por el principio de representación proporcional a la LXII Legislatura del Congreso de San Luis Potosí y en donde fue presidenta de la comisión de Trabajo y Previsión Social; y, secretaria de la comisión de Derechos Humanos, Igualdad y Género. En 2021 dejó la militancia en el PANAL y fue postulada por la coalición Juntos Hacemos Historia a diputada federal por el principio de representación proporcional a la LXV Legislatura que concluyó en 2024. En esta legislatura fue secretaria de la comisión de Seguridad Social; e integrante de las comisiones de Atención a Grupos Vulnerables; y, de Educación. Solicitó y recibió licencia al cargo a partir del 28 de agosto de 2024.